# Збиті льотчики Росії
Збиті льотчики Росії — український документальний фільм 2023 року.

## Сюжет
У фільмі показано як сили оборони України захищали українське небо від російських літаків та гвинтокрилів. 
Також фільм розповідає історію восьми збитих російських пілотів яким вдалося вижити та які потрапили в полон. Також у фільмі розповідається про спецоперацію генерального управління розвідки України з захоплення російського вертольота Мі-8 АМТШ російським пілотом Максимом Кузьміновим.

## Прем'єра
Прем'єра фільму відбулася 3 вересня 2023 року в телемарафоні «Єдині новини».
ФІільм належить до циклу «Воєнна розвідка України». Його створили з Головним управлінням розвідки Міністерства оборони України за підтримки Міністерство культури та інформаційної політики України..